# ماجراجویی عجیب و غریب جوجو
ماجراجویی عجیب و غریب جوجو (به انگلیسی: JoJo's Bizarre Adventure) ⁪ (ژاپنی: ジョジョの奇妙な冒険 هپبورن: JoJo no Kimyō na Bōken) مجموعه مانگای ژاپنی است که توسط هیروهیکو آراکی نوشته و تصویرگری شده است‌که بین سال‌های ۱۹۸۷ تا ۲۰۰۴ در هفته‌نامه شونن جامپ به صورت سریالی منتشر شد و در سال ۲۰۰۵ به ماهنامه اولترا جامپ منتقل شد. تا سال ۲۰۲۴ این مجموعه به نه بخش داستانی تقسیم شده که هر کدام ماجراهای یک قهرمان جدید را که دارای نام مستعار «جوجو» است، دنبال می‌کند؛ نهمین بخش مانگا به نام جوجولندز از ۱۷ فوریه ۲۰۲۳ در حال انتشار است. ماجراجویی عجیب و غریب جوجو دومین مانگای بزرگ شوئیشا از نظر تعداد است که از اوت سال ۲۰۲۴ در ۱۳۵ جلد تانکوبون جمع‌آوری شده است.
یک مجموعه اووی‌ای ۱۳ قسمتی که اقتباس از قسمت سوم مانگا صلیبیون گردستاره‌ای است توسط استودیو A.P.P.P تولید شد. و از سال ۱۹۹۳ تا ۲۰۲۲ منتشر شد. این استودیو بعداً یک فیلم انیمه با اقتباس از بخش اول مانگا به نام خون شبح‌وار تولید کرد که در سال ۲۰۰۷ در سینماهای ژاپن اکران شد. در اکتبر ۲۰۱۲، یک مجموعه تلویزیونی انیمه ساخته استودیوی دیوید پروداکشن با اقتباس از بخش‌های خون شبح‌وار و گرایش به نبرد پخش شد. تا دسامبر ۲۰۲۲، این استودیو پنج فصل شامل ۱۹۰ قسمت تولید کرده است. همچنین یک فیلم لایو اکشن بر اساس بخش چهارم مانگا الماس شکست‌ناپذیر در سال ۲۰۱۷ در ژاپن اکران شد.
ماجراجویی عجیب و غریب جوجو به دلیل ارائه سبک هنری و ژست‌هایش، ارجاعات مکرر به موسیقی و مد رایج غربی، و نبردهایی که حول محور استندها، تظاهرات روانی-روحی با توانایی‌های ماوراء طبیعی منحصربه‌فرد، مشهور است. این مجموعه تا دسامبر ۲۰۲۱ بیش از ۱۲۰ میلیون نسخه در تیراژ داشت که آن را به یکی از پرفروش‌ترین مجموعه‌های مانگا در تاریخ تبدیل کرد و یک امتیاز رسانه‌ای از جمله مانگا وان شات، لایت ناول و بازی‌های ویدیویی ایجاد کرد. مانگا، انیمه تلویزیونی و فیلم لایو اکشن دارای مجوز در آمریکای شمالی توسط ویز مدیا است که از سال ۲۰۰۵ نسخه‌های مختلفی از این مجموعه را به زبان انگلیسی تولید کرده است.

## تولید

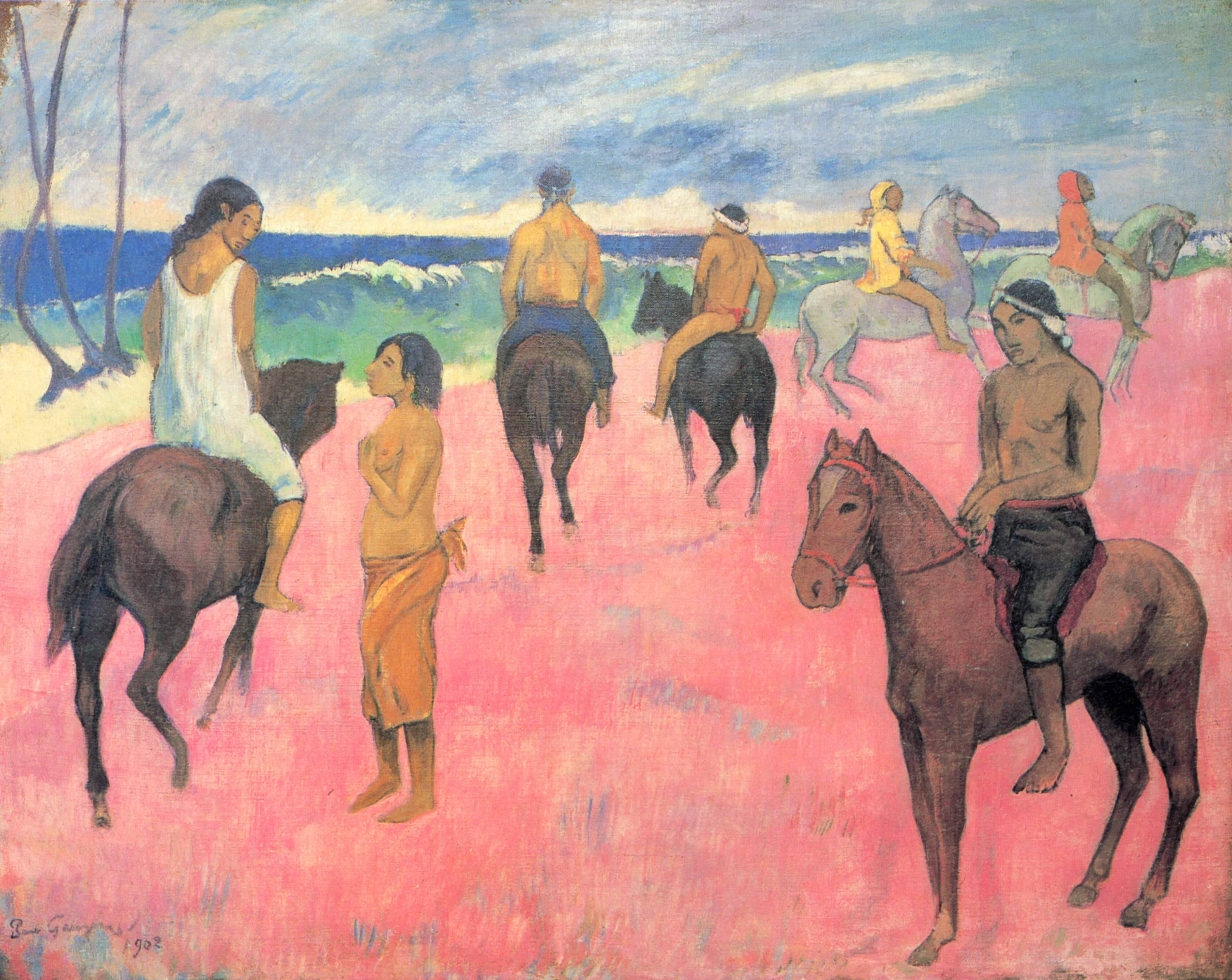
اراکی از هنر غربی الهام گرفته شده است، مانند این قطعه از پل گوگن که او را به استفاده از رنگ‌های غیرمعمول در هنر خودش الهام داده است.

برای ماجراجویی عجیب و غریب جوجو، اراکی می‌خواست قبل از معرفی عناصر مدرن، از یک روش کلاسیک به عنوان پایه استفاده کند. به عنوان نمونه، او اغلب به سبک واقع گرایانه طراحی می‌کند اما از رنگ‌های سورئال استفاده می‌کند. آراکی با هدف جلب روح واقعی در جوجو منجر به رفتن او به رودخانه کاپا در تونو، ایواته شده است تا درک بهتری از مفهوم داشته باشد. اراکی ادعا می‌کند که از هنر دهه ۱۹۸۰، تکنیک‌های سایه پردازی در هنر غربی و نقاشی‌های کلاسیک الهام گرفته است. رنگ آمیزی مانگا بیشتر بر اساس محاسبات است تا سازگاری، و آراکی از هنرمندانی مانند پل گوگن به عنوان الهام استفاده می‌کند. او همچنین ادعا می‌کند رمز و راز موضوع اصلی مانگا است، زیرا او از کودکی مجذوب آن شده بود. علاوه بر این، اراکی می‌خواست ابرقدرت‌ها و انرژی را در ماجراجویی عجیب و غریب جوجو کشف کند و در نتیجه مفاهیم مختلفی مانند هامون و استندها را به‌دست‌آورد. او گفت که مبنای ماورا طبیعی مبارزات در مجموعه‌هایش میدان جنگ را برای زنان و کودکان برابر می‌کند تا در برابر مردان قدرتمند قرار بگیرند. به خصوص برای صلیبیون گردستاره‌ای، آراکی تحت تأثیر بازی‌های نقش‌آفرینی در طراحی مهارت شخصیت‌ها قرار گرفت.
شخصیت‌ها هیچ مدل دیگری نداشتند، به جز جوتارو کوجو، که براساس کلینت ایستوود ساخته شده بود. اراکی اظهار داشت که می‌خواهد نوع متفاوتی از شخصیت اصلی را برای هر قسمت امتحان کند. به عنوان مثال، جاناتان جوستار از قسمت ۱ یک شخص جدی و صادق بود، در حالی که جوزف جوستار از قسمت ۲ نیرنگ بازی بود که دوست داشت با مردم درگیر شود.

## داستان و بخش‌ها
جهان ماجراجویی عجیب جوجو انعکاسی از دنیای واقعی با وجود نیروها و موجودات ماوراء طبیعی است. در این شرایط، برخی از افراد می‌توانند قدرت معنوی درونی خود را به یک جایگاه تبدیل کنند (スタンド, Sutando). شکل مهم دیگری از انرژی هامون (波紋، "ریپل")، یک تکنیک هنرهای رزمی است که به کاربر اجازه می‌دهد تا انرژی بدن خود را از طریق تنفس کنترل شده به نور خورشید متمرکز کند. روایت ماجراجویی عجیب جوجو به بخش‌هایی با داستان‌های مستقل و شخصیت‌های مختلف تقسیم می‌شود. هر یک از قهرمانان سریال عضوی از خانواده جوستار هستند که نوادگان اصلی آن‌ها دارای یک علامت ستاره‌ای شکل در بالای تیغه شانه چپ خود هستند و نامی که می‌تواند به اختصار به عنوان "جوجو" تبدیل شود. مکانی در یک تداوم واحد که تضاد نسلی آن ناشی از رقابت بین جاناتان جوستار و دیو براندو است، در حالی که سه بخش آخر در یک جهان متناوب اتفاق می‌افتد که در آن شجره خانوادگی جوستار به شدت تغییر کرده است.

### بخش ۱:خون شبح‌وار
جلد ۵ تا ۱ شامل ۴۴ چپتر. در اواخر قرن نوزدهم انگلستان، جاناتان جوستار، پسر جوان یک زمین‌دار ثروتمند، با برادر خوانده جدیدش دیو براندو آشنا می‌شود که از او متنفر است و قصد دارد او را به عنوان وارث خانواده جوستار غصب کند. هنگامی که تلاش‌های دیو خنثی می‌شود، او با استفاده از یک ماسک سنگی باستانی خود را به یک خون‌آشام تبدیل می‌کند و املاک جوستار را نابود می‌کند. جاناتان سفری را آغاز می‌کند، با متحدان جدید ملاقات می‌کند و تکنیک هنرهای رزمی هامون (波紋، "ریپل") را برای متوقف کردن دیو، که تسلط بر جهان را هدف جدید خود قرار داده است، تسلط می‌یابد.

### بخش ۲:گرایش به نبرد
جلد ۱۲ تا ۵ شامل ۶۹ چپتر. در سال ۱۹۳۸، یک سرهنگ آلمان نازی یک مرد ستونی را کشف و بیدار می‌کند، یک انسان نما قدرتمند که نژادش ماسک سنگی را ایجاد کرده است. مرد ستونی محققان را می‌کشد و فرار می‌کند تا دیگر مردان ستون را بیدار کند تا با به دست آوردن سنگ سرخ آجا دوباره بر بشریت تسلط پیدا کنند. جوزف جوستار، نوه جاناتان، همراه سزار زپلی و با متحدان جدید و ارباب 'هامون' متحد می‌شود تا مردان ستونی را شکست دهد.

### بخش ۳:صلیبیون گردستاره‌ای
جلد ۱۳ تا ۲۸ شامل ۱۵۲ چپتر. در سال ۱۹۸۹، دیو براندو که در حال حاضر به عنوان «DIO» نامیده می‌شود، پس از نجات مقبره او از اقیانوس بیدار می‌شود. از آنجایی که دیو موفق شده بود جسد جاناتان را بگیرد، قدرت 'استند' در فرزندان جاناتان، متشکل از جوزف، دخترش هالی کوجو، و نوه جوتارو کوجو، بیدار شد. با این حال، هالی قادر به کنار آمدن با استند خود نیست و تنها ۵۰ روز به زندگی خود فرصت دارد. جوتارو کوجو، جوزف و متحدان جدیدشان محمد عبدل، نوریاکی کاکیوین، ژان پیر پولنارف و ایگی، پیش از پایان این مهلت برای شکست دادن دیو به راه افتادند و در طول راه با سرسپردگان دیو مواجه شدند.

### بخش ۴:الماس شکست‌ناپذیر
جلد ۲۹ تا ۴۷ شامل ۱۷۴ چپتر. در سال ۱۹۹۹، خانواده جوستار متوجه می‌شوند که جوزف یک پسر نامشروع به نام جوسکه هیگاشیکاتا دارد که در شهر خیالی ژاپنی موریو زندگی می‌کند. جوتارو از یک تیر و کمان مرموز می‌فهمد که به کسانی که با نوک تیرهایش ضربه می‌خورند، استند می‌گیرند. همان‌طور که آن‌ها تیر و کمان را شکار می‌کنند، جوتارو، جوسکه و متحدان آن‌ها کویچی و روهان کیشیبه با تهدیدی جدی در قالب قاتل سریالی کیرا یوشیکاگه مواجه می‌شوند.

### بخش ۵:وزش طلایی
جلد ۴۷ تا ۶۳ شامل ۱۵۵ چپتر. در سال ۲۰۰۱، در ناپل،  ایتالیا،  جورنو جووانا پسر دیو است، زمانی که جسد جاناتان جوستار را در اختیار داشت. جورنو به دنبال تبدیل شدن به یک رئیس مافیا است تا فروشندگان مواد مخدر را که کالاهای خود را به کودکان می‌فروشند از بین ببرد. تیم او که متشکل از کاربران استند، برونو بوچالاتی، لئونه آباکیو، نارانسیا گیرگا، گیدو میستا و (در ابتدا) پاناکوتا فوگو است، باید با رئیس مافیا دیاولو مقابله کند و از دخترش تریش اونا محافظت کند که دیاولو قصد دارد او را بکشد تا او را پنهان کند.

### بخش ۶:سنگ اقیانوس
جلد ۶۴ تا ۸۰ شامل ۱۵۸ چپتر. در سال ۲۰۱۱، در نزدیکی پورت سنت لوسی، فلوریدا، دختر جوتارو کوجو، جولین کوجو، به اتهام قتل متهم و روانه زندان شد. او با کاربران Stand Emporio Alnino, Ermes Costello, Narciso Anasui, Weather Report، و Foo Fighters و همچنین پدرش کار می‌کند تا کشیش زندان، انریکو پوچی، وفادار به دیو، را که به دنبال ایجاد یک جهان جدید به شکل است، شکار کند.

### بخش ۷:استیل بال ران
جلد ۸۱ تا ۱۰۴ شامل ۹۵ چپتر. در یک جدول زمانی جایگزین در سال ۱۸۹۰، رئیس‌جمهور ایالات متحده Funny Valentine یک مسابقه اسب دوانی با ۵۰ میلیون دلار جایزه برای برنده برگزار می‌کند. ولنتاین قصد دارد از مسابقه برای جمع‌آوری قسمت‌های پراکنده یک جسد مقدس برای اهداف ملی گرایانه خود استفاده کند. دو مسابقه دهنده یعنی جایرو زپلی و جانی جوستار ترفند ولنتاین را کشف می‌کنند و باید از خود در برابر قاتلان اجیر شده او دفاع کنند.

### بخش ۸:جوجولیون
جلدهای ۱۰۵ تا ۱۳۱ شامل ۱۱۰ چپتر. در همان جهان استیل بال ران، در سال ۲۰۱۲، شهر موریو توسط زمین لرزه و سونامی توهوکو در سال ۲۰۱۱ ویران شد، که باعث شد گسل‌های مرموزی به نام «چشم‌های دیوار» در شهر ظاهر شود. یاسوهو هیروس، دانشجوی کالج محلی، مرد جوانی را پیدا می‌کند که در زیر آوار مدفون است و به او لقب «جوسکه» می‌دهد. جوسکه که از فراموشی رنج می‌برد، سعی می‌کند راز گذشته خود را کشف کند، زیرا او همچنین با فعالیت‌های یک سندیکای جنایی محلی و رهبر آنها، تورو، مواجه می‌شود که میوه یک درخت مرموز لوکاکاکا را می‌فروشد، که می‌تواند مردم را شفا دهد و سپس «چیزی در عوض ببرد»

### بخش ۹:جوجولندز
پخش قسمت نهم در ۱۷ فوریه ۲۰۲۳ آغاز شد. در هاوایی امروزی، خواهر و برادر، جودیو و دراگونا جوستار در فعالیت‌های غیرقانونی با هم کار می‌کنند تا مادرشان را تأمین کنند و از آن محافظت کنند. جودیو اعلام می‌کند که این داستان در مورد ثروتمند شدن او است. 

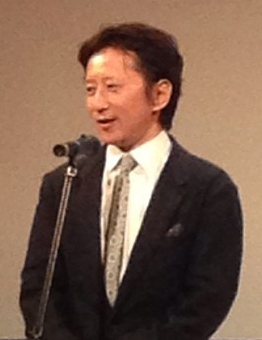
هیروهیکو آراکی، نویسنده ماجراجویی عجیب و غیب جوجو